# Энсина, Пас
Пас Энси́на (исп. Paz Encina, 9 июля 1971, Асунсьон) — парагвайская кинорежиссёр и сценаристка.

## Биография
Занималась музыкой, выступала как пианистка. Окончила Университет кинематографии в Буэнос-Айресе. Работала на Кубе, во Франции. Снимала короткометражные ленты, писала киносценарии.

## Фильмография
- 1997: La siesta (короткометражный)
- 1998: Los encantos del Jazmín (короткометражный)
- 2000: Supe que estabas triste (короткометражный)
- 2006: Парагвайский гамак / Hamaca Paraguaya

Фильм снят на языке гуарани; премия ФИПРЕССИ Каннского МКФ в программе Особый взгляд, премия Луиса Бунюэля МКФ в Уэльве, премия Фонда принца Клауса на Роттердамском МКФ, премия критики на МКФ в Сан-Паулу, премия за лучший кинодебют на МКФ в Лиме.
- 2022: Эами / EAMI

Фильм снят на языке айорео; главный приз на Роттердамском МКФ.

## Признание
В июне 2010 популярная аргентинская газета Nacion включила Пас Энсину в список 100 надежд мирового кино (см.:  (недоступная ссылка)).